# Tipografía española
La tipografía española como tal, ha sido modificada y adaptada constantemente por lo que es sumamente difícil identificar cuáles son sus características o qué la diferencia de las diseñadas en otros países.
En el Diccionario de la RAE, ya no existen las voces «grabador» o «abridor de punzones». Este trabajo, que nunca tuvo gran aceptación en España, consistía en crear un tipo en metal para, posteriormente, hacer duplicados (fundiciones) y utilizarlos durante la composición del texto que se iba a imprimir. Por eso, y hasta la llegada de la «era digital», se enumerarán los diferentes grabadores de punzones de España, creadores en verdad, de las diferentes familias de letras. Actualmente, dichas voces han sido relegadas por la de tipógrafo, vocablo también aplicable al impresor, cajista, o cualquier otro relacionado con «el arte de imprimir», tal y como lo define el Diccionario de la RAE.
Por eso aquí únicamente se hace referencia a «grabadores de punzones» o «tipógrafos», en tanto en cuanto a la creación de una letra de molde, para la primera definición, o una tipografía digital, para la segunda.

## Siglo XV
- Pablo Hurus ????. Tipografía musical.
- Eliezer Ben Abraham Alantansi (¿?-¿?), judío. Tipografía hebrea.[1]
- Alfonso Fernández Córdoba (¿?-¿?). Publicó la Biblia Valenciana y el Breviarium Cathaginense.[1]
- Arnao Guillén de Brocar (1460-1523), francés. Su tipografía griega, únicamente compuesta de minúsculas, fue digitalizada por George Matthiopoulos, que añadió las letras mayúsculas, con el nombre de GFS Complutum Greek, disponible gratuitamente bajo licencia abierta en la Greek Font Society.[1]

## Siglo XVI
- Antonio de Espinosa (¿?-1576). Realizó un gran número de tipos góticos, romanos y cursivos. Se trasladó a México, donde fundó una imprenta y vivió hasta su muerte.

## Siglo XVII
Se caracteriza por importar letrerías flamencas antes que favorecer el crecimiento y desarrollo del arte en España.

## Siglo XVIII
- Eudald Pradell (1721-1788): Pradell (tipografía). Sus tipos siguen los modelos holandeses del siglo XVIII.[2][3][4]
- Antonio Espinosa de los Monteros (1731-1812): Ibarra (tipografía).[3][4]
- Jerónimo Antonio Gil (1732-1798): Ibarra Real.[5][3][4]
- Fray Pablo de la Madre de Dios (1748-1780). Sus tipos muestran similitudes con los de Eudald Pradell.[2]

## Siglo XIX
- Nicolás de Gangioti (¿?-¿?). Grabó, en dulce, los diseños del tipógrafo español José Francisco de Iturzaeta en 1833 publicados en «Colección General de los Caracteres de Letras Europeas».[6]
- D. Ignacio Boix (¿?-¿?)
- Carl Winkow (1882-1952), alemán. Elzeviriano Ibarra. Esta tipografía fue diseñada, en 1931, como homenaje al impresor Joaquín Ibarra. Es una combinación de las tipografías seleccionadas por éste y la familia de tipos Ezelvir, de ahí su denominación compuesta.

Este siglo se caracteriza, al igual que el siglo XVII, por importar letrerías de otros países.

## Siglo XX
- José María Ribagorda (1959). Tipografías propias. Recuperación de la tipografía Ibarra Real, de Jerónimo Antonio Gil.
- Andreu Balius (1962). Diseñador de tipografías, como Pradell (tipografía), Carmen, Barna, Al-Andalus.[7]
- Eduardo Manso
- Jordi Embodas